# South Holland (Regno Unito)
South Holland è un distretto del Lincolnshire, Inghilterra, Regno Unito, con sede a Spalding.
Il distretto fu creato con il Local Government Act 1972, il 1º aprile 1974 dalla fusione del distretto urbano di Spalding con il distretto rurale di East Elloe e il distretto rurale di Spalding, della precedente contea di Holland.

## Parrocchie civili
- Cowbit
- Crowland
- Deeping St Nicholas
- Donington
- Fleet
- Gedney
- Gedney Hill
- Gosberton
- Holbeach
- Little Sutton
- Long Sutton
- Lutton
- Moulton
- Pinchbeck
- Quadring
- Surfleet
- Sutton Bridge
- Sutton St Edmund
- Sutton St James
- Tydd St Mary
- Weston
- Whaplode